# Штикало Дмитро Лук'янович
Дмитро́ Штика́ло (нар. 7 листопада 1909, Ільковичі на Сокальщині нині: Сокальський район Львівської області — пом. 4 листопада 1963, Мюнхен) — український журналіст, голова Союзу українських студентських організацій під Польщею (СУСОП, 1932—33), діяч ОУН.

## Життєпис
Навчався у Сокальській гімназії. Ще в 6 класі переклав з польської на українську мову частину поеми А. Міцкевича «Конрад Валенрод». Після закінчення гімназії, восени 1929 р., вступив на правничий факультет Львівського університету. Долучився до Організації українських націоналістів (ОУН).
У ранній період діяльності заявив про себе як журналіст, автор ідеологічно-програмних статей у виданні «Студентський шлях», редактор тижневика «Наш клич», голова Союзу українських студентських організацій під Польщею (1932—1933 роки), член Крайової Екзикутиви (правління) ОУН.

1932 році Дмитра Штикала кинули за ґрати через його політичні переконання. З червня 1934 року до квітня 1936 року триває його друге ув'язнення в Березі Картузькій. Саме тут він пише один зі своїх найкращих творів — «Дума про Березу Картузьку» (1938). У поемі, яку знали напам'ять майже всі українські політичні в'язні та яка в 1941-му вийшла друком у видавництві «Вісті», що діяло тоді в Сокалі, яскраво змальовує ідейну та моральну стійкість своїх друзів по боротьбі у Березі Картузькій:
| ...У таборі за дротами, День за ніччю, ніч за днями, Там все лютився над нами Скаженів-пінився кат. Бо хоч віком гнутий, дертий, Українець волів вмерти, Як упасти перед катом І в покорі прошептати: «Ти мій пан і любий брат...» В спеку, бурю, дощ і холод Кидав нас на шлях, у поле, | І над річку в болота. І душив нас чорний голод... При тяжкім кераті, возі По болотяній дорозі, — Там каралася жорстоко Україна молода! І над нашими спинами Не таволга вже свистала, Лиш в'їдалась їдко в тіло Гнучка палка гумова. |

У поетичному доробку Дмитра Штикала з часів перебування в Березі Картузькій є кілька поезій, які зовсім не торкаються тюремної тематики. Такими є «Жаль» і «Танго без слів», написані весною 1935 року. «Танго без слів» було покладено на музику Романом Мировичем, композитором, який на той час також перебував у таборі.

Після ув'язнення пише політичне есе «Над небом сяє хрест меча» (1937). Для назви своєї праці він взяв рядок із Євгена Маланюка, де він цілком прямо говорить про те, що націоналізм є релігією, при чому релігією такого ж масштабу і такого ж характеру, як християнство. Власне зміст цієї праці — це співвідношення між націоналізмом  і християнством, можливість на певних умовах союзу між ними. Д. Штикало стверджує: 
«Хрест і меч — символ церкви і нації! Хрест — що є мечем, меч — що є хрестом! Хрест меча — ось гармонія і синтеза християнізму й націоналізму! Під цим знаком й Україна йде назустріч своєму Завтра. Іде назустріч своїй історичній долі, своєму історичному післанництву (місії). Це історичне післанництво України — це і є на сумежі Заходу і Сходу, на пограниччі двох світів — творити нове життя».
У цьому есе та й інших публіцистичних дописах, ідеологічних статтях Дмитро Штикало доволі часто посилався на праці митрополита Андрея Шептицького, вважав його духовним натхненником, Батьком української нації.
Під час Другої світової війни отримав від ОУН завдання працювати на підпільній радіостанції «Самостійна Україна». Її завданням було передавати світові правду про українську національно–визвольну боротьбу проти німецьких та більшовицьких окупантів. Ефіри розпочалися у жовтні 1943 року на Сколівщині. Радіопередачі виходили в ефір три рази на день, тривали по 30 хвилин і велися українською, російською, англійською, французькою, інколи німецькою мовами.
З наближенням військ Червоної армії Дмитро Штикало змушений був емігрувати. Спочатку опинився у Франції, де став співредактором газети ОУН «Українець-Час» (1951 рік), яка виходила друком у Парижі. Тоді ж українська студентська громада в Іспанії організувала на Національному радіо країни українське мовлення, яке транслювало свої радіопередачі і на Україну. Редакцію очолив Дмитро Штикало.
Свою журналістську діяльність він продовжив у виданнях ОУН «»Визвольний шлях" у Лондоні, «Український самостійник» і «Шлях перемоги» (з 1956) у Мюнхені.
Входив до редакційної колегії «Нарису історії Організації українських націоналістів» (1968).
Помер 3 листопада 1963 року у Мюнхені. Існують різні версії про причину смерті: від смертельної хвороби, яка ретельно приховувалася, до найманого вбивства.
24 серпня 2014 р. відповідно до рішення Сокальської міської ради Дмитру Штикало посмертно було присвоєно звання «Почесний громадянин Сокальського району».